# Jalmari Kivenheimo
Jalmari Kivenheimo (Tuusula, Finlandia, 25 de septiembre de 1889-Mikkeli, Finlandia, 29 de octubre de 1994) fue un gimnasta artístico finlandés, subcampeón olímpico en Estocolmo 1912 en el concurso por equipos "sistema libre".

## Carrera deportiva
En las Olimpiadas celebradas en Estocolmo (Suecia) en 1912 consigue la plata en el concurso por equipos "sistema libre", quedando situados en el podio tras los noruegos (oro) y por delante de los daneses (bronce), y siendo sus compañeros de equipo los gimnastas: Kaarlo Vasama, Eino Forsström, Eero Hyvärinen, Mikko Hyvärinen, Tauno Ilmoniemi, Ilmari Keinänen, Kaarlo Ekholm, Karl Lund, Aarne Pelkonen, Ilmari Pernaja, Arvid Rydman, Eino Saastamoinen, Aarne Salovaara, Heikki Sammallahti, Hannes Sirola, Klaus Suomela, Lauri Tanner, Väinö Tiiri y Kaarlo Vähämäki.